# Pseudopelmatops angustifasciatus
Pseudopelmatops angustifasciatus är en tvåvingeart som beskrevs av Zia och Chen 1954. Pseudopelmatops angustifasciatus ingår i släktet Pseudopelmatops och familjen borrflugor. Inga underarter finns listade i Catalogue of Life.